# Bratislav Punoševac
Bratislav Punoševac (alfabeto cirílico: Бpaтиcлaв Пунoшeвaц; *Kruševac, Rasina, Serbia, 9 de julio de 1987) es un futbolista serbio. Se desempeña en posición de delantero y actualmente juega en el FC Taraz. 

## Clubes
| Club                     | País       | Temporadas |
| ------------------------ | ---------- | ---------- |
| FK Napredak Kruševac     | Serbia     | 2005-2010  |
| FK Kopaonik (Cedido)     | Serbia     | 2007       |
| FC Oțelul Galați         | Rumania    | 2011-2013  |
| FCM Tîrgu Mureș (Cedido) | Rumania    | 2013       |
| Avispa Fukuoka           | Japón      | 2013-2014  |
| FK Radnicki Niš          | Serbia     | 2014       |
| Budapest Honvéd FC       | Hungría    | 2015       |
| Békéscsaba               | Hungría    | 2015-2016  |
| FK Napredak Kruševac     | Serbia     | 2016       |
| FK Borac Čačak           | Serbia     | 2017       |
| Dacia Chisinau           | Rumania    | 2017       |
| Kyzyl-Zhar SK            | Kazajistán | 2018       |
| Kaysar Kyzylorda         | Kazajistán | 2018-2019  |
| FC Taraz                 | Kazajistán | 2020-Act.  |

## Palmarés

### Campeonatos nacionales
| Título               | Club             | País    | Año     |
| -------------------- | ---------------- | ------- | ------- |
| Liga I               | FC Oțelul Galați | Rumania | 2010/11 |
| Supercopa de Rumanía | FC Oțelul Galați | Rumania | 2011    |